# 나라사키 료

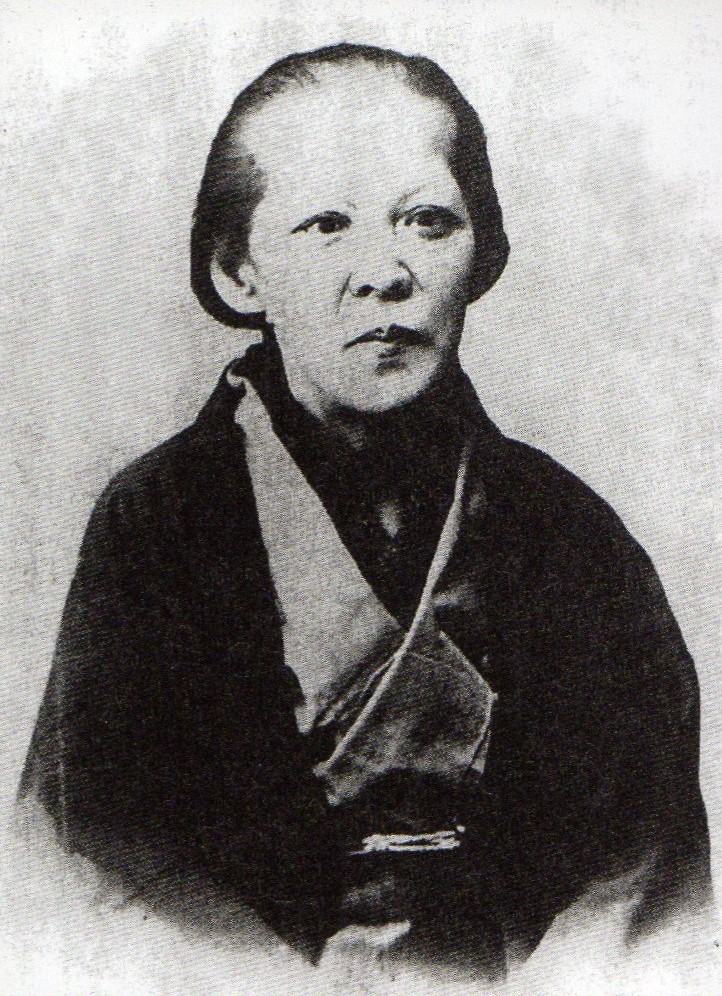
말년의 료

나라사키 료(일본어: 楢崎龍, 덴포 12년 6월 6일 (1841년 7월 23일) ~ 메이지 39년 (1906년) 1월 15일)는 에도시대 말엽부터 메이지 시대까지 살았던 여성이다. 일반적으로 오료(일본어: お龍) 라고 불리는 경우가 많다.
구니노미야 아사히코 친왕의 시의(侍医)였던 아버지가 죽어 곤경에 처했던 무렵 사카모토 료마를 만나 결혼하였다. 삿초 동맹 성립 직후 일어난 데라다야 사건에서 그녀의 임기응변으로 료마는 위기를 모면했다. 이 사건으로 부상을 입은 료마의 요양을 위해 가고시마 주변의 온천을 돌아다녔는데, 이는 일본 최초의 신혼여행으로 알려져 있다. 료마가 암살당한 이후 각지를 돌아다니다 노점상이었던 니시무라 마쓰베에(西村松兵衛)와 재혼하여 니시무라 쓰루(西村ツル)라고 자칭했다. 말년에는 영락(零落)하여 빈곤한 삶을 살다가 생을 마감하였다.

## 같이 보기
- 사카모토 료마